# Dème de Vólvi
Le dème de Vólvi (en grec moderne : Δήμος Βόλβης) est un dème situé dans la périphérie de Macédoine-Centrale en Grèce. Le dème actuel est issu de la fusion en 2011 entre les dèmes d’Ágios Geórgios, d’Apollonía, d’Aréthousa, d’Egnatía, de Mádytos et de Rendína.